# Sfântul Gheorghe
Sfântul Mare Mucenic Gheorghe (în greacă Άγιος Γεώργιος, Ágios Geó̱rgios, sau George, versiuni: Georgiu, Georz, Giurgiu, Iorgu, din greacă Gheorghios, „agricultor”; c. 275/280 – d. 23 aprilie 303) a fost un general roman de origine greacă și ofițer în garda împăratului roman Dioclețian, care a fost condamnat la moarte pentru că nu a renunțat la credința creștină. Ca martir ucis în timpul persecuției creștinilor sub Dioclețian, Sf. Gheorghe este sărbătorit în aproape toate bisericile, de obicei pe data de 23 aprilie. Este sfântul patron al multor țări, regiuni și orașe.

## Biografie
Sf. Gheorghe (George) s-a născut în Cappadocia, într-o familie creștină de origine greacă și a trăit în timpul domniei împăratului Dioclețian. Mai multe date nu se cunosc cu certitudine, neexistând niciun document al epocii, care să conțină date despre viața sa. Ceea ce se știe despre el a fost scris ulterior.
Tradiția spune că Sf. Gheorghe s-a înrolat în armata romană și, parcurgând ierarhia militară, s-a făcut remarcat prin îndemânarea cu care mânuia armele. În ciuda decretului împotriva creștinilor, emis de Dioclețian în 303, Sf. Gheorghe a ales să-și mărturisească public credința creștină. Din ordin imperial, sfântul a fost întemnițat și supus torturii pentru a-și renega credința. Lovirile cu sulița, lespezile de piatră așezate pe piept, trasul pe roată, groapa cu var, încălțămintea cu cuie, băutura otrăvită, bătaia cu vine de bou și toate celelalte torturi nu au reușit să-l facă să renunțe la credința sa.

## Sfântul Gheorghe - ocrotitor sfânt

### Țări
Sfântul Gheorghe este sfântul ocrotitor al următoarelor țări și regiuni:
- Anglia
- Aragon
- Catalonia
- Etiopia
- Georgia
- Grecia
- Lituania
- Malta
- Moldova
- Muntenegru
- Palestina
- Portugalia
- Rusia
- Serbia

### Orașe
Sfântul Gheorghe este sfântul ocrotitor al următoarelor orașe:
- Amersfoort, Olanda
- Barcelona, Spania
- Beirut, Liban
- Băilești, România
- Borșa, România
- Botoșani, România
- Bteghrine, Liban
- Cáceres, Spania
- Ferrara, Italia
- Bad Aibling, Germania
- Bad Brückenau, Germania
- Bamberg, Germania
- Bensheim, Germania
- Bocholt, Germania
- Drobeta-Turnu Severin, România
- Eisenach, Germania
- Genova, Italia
- Giurgiu, România
- Grebenstein, Germania
- Haldern, Germania
- Hattingen, Germania
- Hârlău, România
- Heide_(Holstein), Germania
- Insula Gozo, Malta
- Liov, Ucraina
- Ljubljana, Slovenia
- Lod, Israel
- Londra, Anglia
- Moscova, Rusia
- Piran, Slovenia
- Pomorie, Bulgaria
- Preston, Anglia
- Qormi sau Città Pinto, Malta
- Reggio Calabria, Italia
- Riedlingen, Germania
- Rio de Janeiro, Brazilia
- Sfântu Gheorghe, România
- Schwarzenberg/Erzgeb., Germania
- St. Georgen, Germania
- Tecuci, România
- Timișoara, România

## Sfântul Gheorghe în conștiința românească
În conștiința populară românească, Sf. Gheorghe este unul dintre cei mai prezenți sfinți, numeroase biserici purtând hramul său. Există numeroase orașe în România care poartă numele Sfântului Gheorghe și chiar unul dintre cele trei brațe ale Dunării este denumit astfel. Imaginea Sf. Gheorghe ucigând balaurul este prezentă și pe steagul Moldovei medievale trimis de Ștefan cel Mare la Mănăstirea Zografu de la Muntele Athos. 
Sf. Gheorghe este, de asemenea, ocrotitorul Forțelor Terestre ale Armatei Române.
Legenda potrivit căreia sfântul ar fi ucis un balaur pentru a salva o fecioară este o legendă târzie, medievală. Adesea însă, iconografia recentă îl prezintă pe sfânt călare, doborând cu sulița un balaur, poate simbolic.

## Literatură

### În limba germană
- Horst Brunner: Geschichte der deutschen Literatur des Mittelalters im Überblick. Reclams Universal-Bibliothek (RUB) 9485, Stuttgart 2003, ISBN 978-3-15-009485-3, S. 267, 326.
- Michael Buhlmann: Wie der heilige Georg nach St. Georgen kam. În: Vertex Alemanniae. Verein für Heimatgeschichte, St. Georgen 2001 (ohne ISBN).
- Michael Buhlmann: Zu den Anfängen der Georgsverehrung im christlich-frühislamischen Palästina (6. - 7. Jahrhundert). În: Der Heimatbote. Band 14, 2003, S. 37-47.
- Michael Buhlmann: Quellen zur mittelalterlichen Geschichte Ratingens und seiner Stadtteile: XII. Besitz des Kölner Georgstifts in Homberg (1067? - kurz vor 1148). În: Die Quecke. Band 73, 2003, S. 21ff.
- Herbert Donner (Hrsg.): Pilgerfahrt ins Heilige Land. Die ältesten Berichte christlicher Palästinapilger (4. - 7. Jahrhundert). Ediția. a 2-a. Katholisches Bibelwerk, Stuttgart 2002 (Erstausgabe 1979), ISBN 3-460-31842-2.
- Herbert Donner: St. Georg in den großen Religionen des Morgen- und Abendlandes. In: Hans Martin Müller (Hrsg.): Reformation und Praktische Theologie. Festschrift für Werner Jetter. Vandenhoeck & Ruprecht, Göttingen 1983, ISBN 3-525-58124-6, S. 51-60.
- Hiltgart L. Keller (Hrsg.): Georg. In: Reclams Lexikon der Heiligen und der biblischen Gestalten, Legende und Darstellung in der bildenden Kunst. Zeichnungen von Theodor Schwarz. Reclam, Stuttgart 1987, ISBN 3-15-010570-6, S. 248-252.
- Luc Campana: Die 14 Heiligen Nothelfer. Herkunft und Verehrung – Konkurrenz zur Medizin – Leben und Legenden – Reichweite und Bildnisse. Lauerz: Theresia-Verlag, 2009. ISBN 978-3-03767-035-4.
- Wolfgang Haubrichs: Georgslied und Georgslegende im frühen Mittelalter. Text und Rekonstruktion. Scriptor, Königstein im Taunus 1979, ISBN 3-589-20573-3.
- Achim Krefting: St. Michael und St. Georg in ihren geistesgeschichtlichen Beziehungen. În: Deutsche Arbeiten an der Universität Köln. Nummer 14, Diederichs, Jena 1937.
- Eckhard Meineke, Judith Schwerdt: Einführung in das Althochdeutsche. Schöningh UTB 2167, Paderborn / München / Wien / Zürich / Schöningh 2001, ISBN 3-8252-2167-9 (UTB) / ISBN 3-506-97006-2 (Schöningh), S. 115ff.
- Elisabetta Lucchesi Palli.: Georg. În: Engelbert Kirschbaum, Wolfgang Braunfels (Ed..): Lexikon der christlichen Ikonographie. Band 6 Ikonographie der Heiligen Crescentianus von Tunis bis Innocentia. Herder, Freiburg in Breisgau 1974, ISBN 3-451-14496-4, Sp. 365-390.
- Gabriella Schubert: Der Heilige Georg und der Georgstag auf dem Balkan. In: Zeitschrift für Balkanologie. Nummer 4, Harrassowitz, Wiesbaden 1985, ISSN 0044-2356.
- Ewald Volgger (Hrsg.): Sankt Georg und sein Bilderzyklus in Neuhaus/Böhmen (Jindřichův Hradec). Historische, kunsthistorische und theologische Beiträge. În: Quellen und Studien zur Geschichte des Deutschen Ordens. Nummer 57, Elwert, Marburg 2002, ISBN 3-7708-1212-3
- Jacobus de Voragine, Rainer Nickel (Ed.): Legenda aurea. În: Reclams Universal-Bibliothek RUB 8464. Reclam, Stuttgart 2007, ISBN 3-15-008464-4, S. 192-197 (latin/german).
- Hans Georg Wehrens: Georg u. a.. În: Die Stadtpatrone von Freiburg im Breisgau. Promo, Freiburg in Breisgau 2007, ISBN 978-3-923288-60-1, S. 6-25 und 45 ff.
- Clemens Jöckle: Der heilige Georg : Legende, Verehrung und Darstellungen ; der edle, leuchtende Stern aus Kappadozien, Kehl/Rhein 2008, Sadifa-Media, 1. Aufl., ISBN 978-3-88786-185-8
- deFriedrich Wilhelm Bautz:  GEORG în Biografii din bibliografia lexiconului bisericesc (BBKL). Bd. 2, Hamm 1990, ISBN 3-88309-032-8, Sp. 208-209.´